# Ton Vos
Ton Vos (Rotterdam, 25 februari 1923 – Amsterdam, 12 augustus 1991) was een Nederlands acteur.
Zijn ouders, René de Vos en Emmy Emerants, hadden een toneel- en operettegezelschap. Zijn toneelspelersloopbaan begon toen hij moest invallen in het toneelstuk  De martelgang van Kromme Lindert. Vos maakte oorspronkelijk furore in het theater en speelde bij de gezelschappen van Lena Faber, Wies Hart en Rien van Nunen en bij de Amsterdamse Comedie en het Amsterdams Volkstoneel.
Hij heeft in diverse televisieseries en films geacteerd, waaronder Floris (Wolter van Oldenstein), Hollands Glorie (Pleun), De Fabriek, Pipo de Clown, Geen paniek (Rudolf), Ciske de Rat en De Overval.
Vos overleed op 68-jarige leeftijd. Hij werd begraven op Zorgvlied.